# NGC 7709
NGC 7709 (другие обозначения — PGC 71828, MCG -3-60-2, IRAS23328-1658) — линзообразная галактика (SB0) в созвездии Водолей.
Этот объект входит в число перечисленных в оригинальной редакции «Нового общего каталога».